# Rhodophiala andicola
Rhodophiala andicola là một loài thực vật có hoa trong họ Amaryllidaceae. Loài này được (Poepp.) Traub miêu tả khoa học đầu tiên năm 1953.